# 黄诗厚
黄诗厚（英語：Alice S. Huang，1939年3月22日—），美籍华裔病毒学家，中央研究院院士。

## 生平
1939年出生于中华民国大陆时期的江西省南昌市，1949年赴美，在衛斯理學院讀了兩年，1966年获约翰·霍普金斯大学博士学位。后师从戴维·巴尔的摩做博士后研究，1968年与其结婚。1971年起擔任美国哈佛大学医学院微生物学和分子遗传学教授二十餘年。曾任纽约大学（NYU）理学院院长，约翰·霍普金斯大学董事。2004年成为美國洛克菲勒基金會董事。2010年2月成为美国科学促进会(American Association for the Advancement of Science，简称AAAS)主席。曾获Eli Lilly免疫学和微生物学奖。
1969年在擔任麻省理工學院生物系研究員時，以病毒缺陷干涉粒子獲得第一件專利，隨後又發展出測試細菌附著力的技術而獲得另一件專利。她與戴维·巴尔的摩的研究專注於病毒的繁殖，研究RNA病毒如何於宿主細胞內複製出其RNA基因體。她們首先發現一種可以利用原先的病毒RNA作為模板來複製出新的RNA基因體的RNA聚合酶，並合作發表了一系列的論文，闡述RNA聚合酶的複製方式與調控機制。這些研究經驗與成果，奠定了戴维·巴尔的摩之後發現反轉錄酶，利用RNA為模板來製造出DNA的重大發現基礎，進而使戴维·巴尔的摩榮獲1975年的諾貝爾生理学或医学獎。